# Zamek w Dobrzyniu nad Wisłą
Zamek w Dobrzyniu nad Wisłą – nieistniejący zamek książąt mazowieckich zbudowany w XIV wieku na Górze Zamkowej w Dobrzyniu nad Wisłą, w miejscu wcześniejszego grodu z XI wieku. W latach 1329-1343 pod okupacją zakonu krzyżackiego.

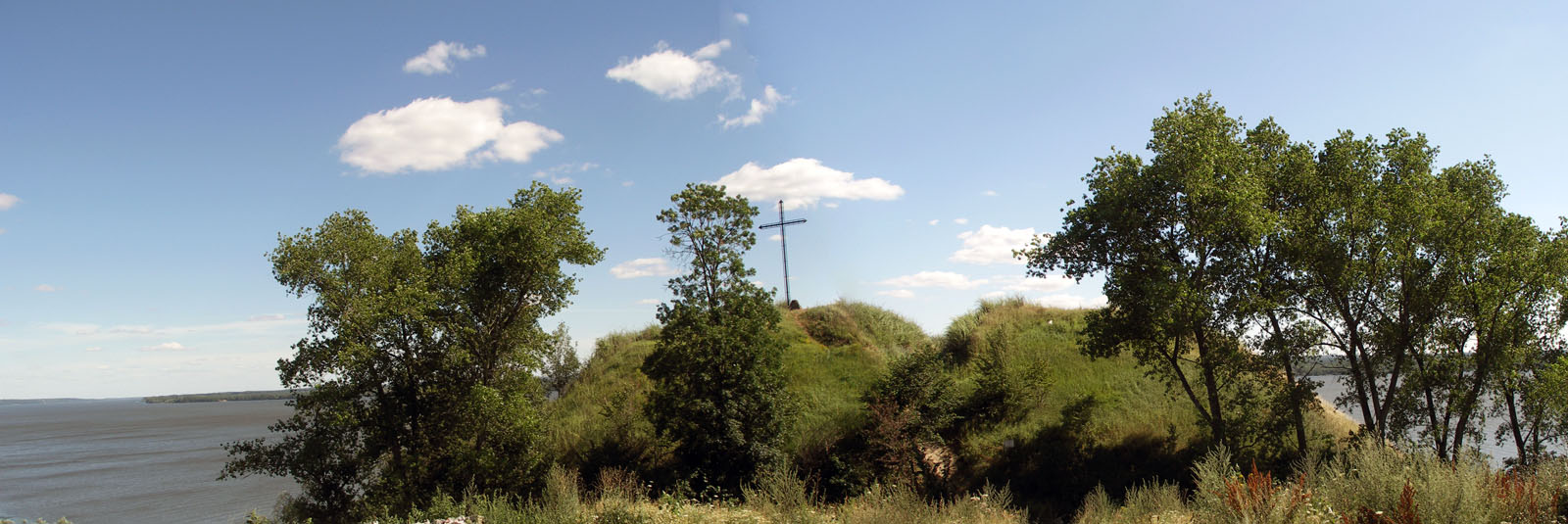
Góra Zamkowa w Dobrzyniu nad Wisłą

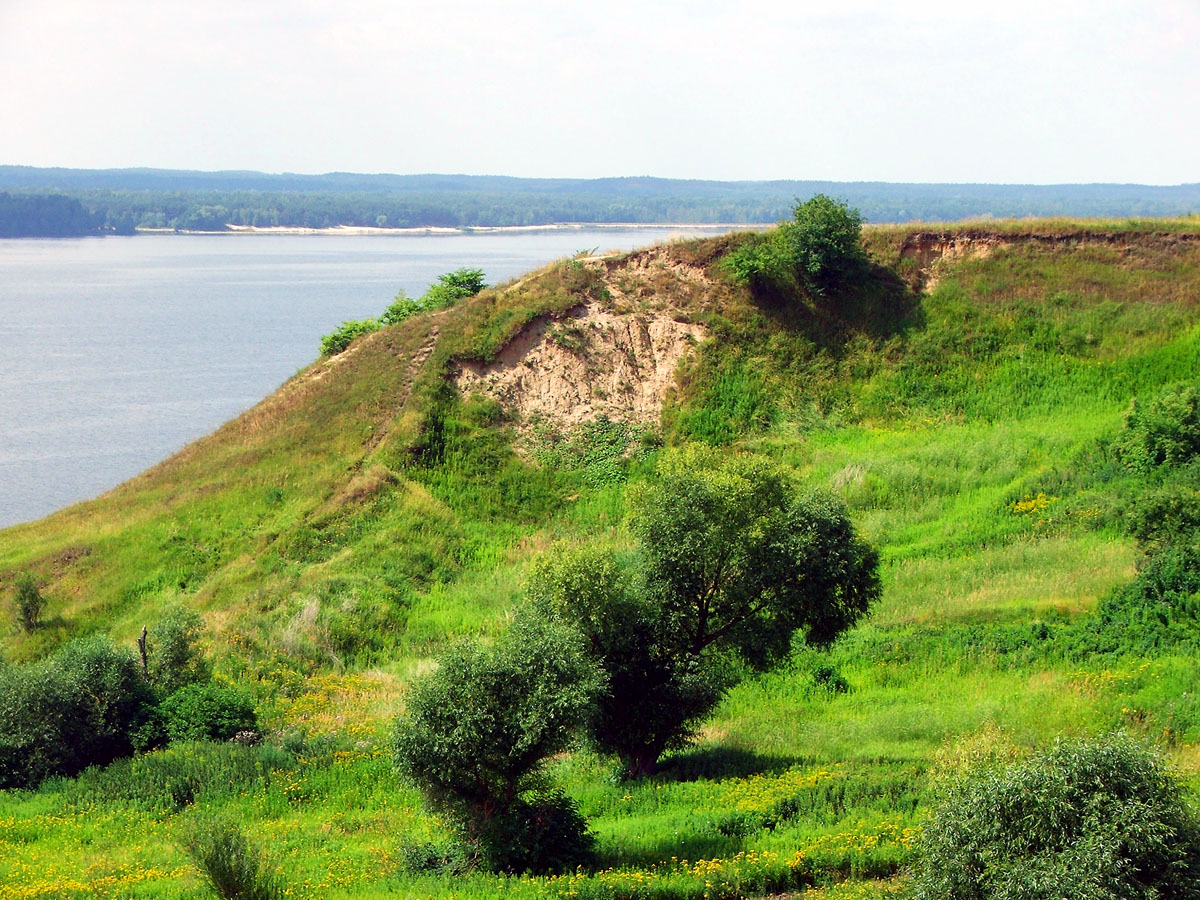
Dobrzyń nad Wisłą

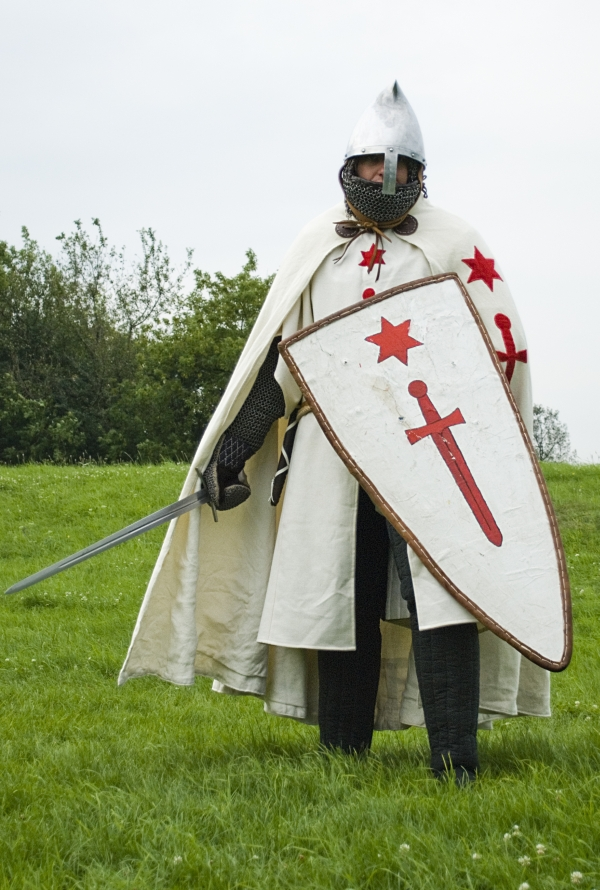
Brat dobrzyński

## Historia
Osadnictwo na terenie Góry Zamkowej istniało od XI wieku. Pierwsza wzmianka o Dobrzyniu (jako Dobrin) pochodzi z roku 1065 i umieszczono ją w dokumencie nazywanym Falsyfikatem mogileńskim. W XI wieku istniał tu gród kasztelański. W XIII wieku gród wzmocniono jako warownię chroniącą Mazowsze od strony północnej i północno-wschodniej, skąd najczęściej zdarzały się najazdy plemion pruskich i jaćwieskich. W celu ochrony przed najazdami w 1228 r. książę Konrad Mazowiecki osadził w grodzie zakon rycerski braci Chrystusowych zwanych Braćmi dobrzyńskimi - Fratres Militiae Christi, którzy mieli za zadanie walkę z pogańskimi Prusami. W 1235 roku zakon został skasowany przez papieża, a jego członkowie w większości przeszli do niemieckiego zakonu Szpitala Najświętszej Marii Panny w Jerozolimie powszechnie zwanego Zakonem krzyżackim. W 1248 roku, kiedy bezpotomnie zmarł Bolesław mazowiecki, Dobrzyń zajął książę Kazimierz I kujawski.
W 1287 roku na ziemię dobrzyńską najechali Litwini, którzy pojmali 3 tys. ludzi i być może zniszczyli gród w Dobrzyniu.
W marcu 1329 r. tutejsza warownia, zwana już zamkiem, została oblężona przez działające wspólnie wojska czeskie Jana Luksemburskiego i krzyżackie. Po oblężeniu dowódca zamku Jan Sowiec ze Szczawina herbu Prawdzic, poddał warownię królowi czeskiemu Janowi Luksemburskiemu, który sprzedał ją zakonowi krzyżackiemu.
Następnie Krzyżacy osadzili na zamku komtura, który to urząd w zdobytym Dobrzyniu istniał od kwietnia 1329 co najmniej do kwietnia 1332 r., prawdopodobnie zaś zanikł między listopadem 1335 a grudniem 1337 r. na rzecz urzędu wójta. Zarządowi komturów podlegała cała ziemia dobrzyńska i byli to kolejno: Kerstan von Kolne (1329) i Jan (1329—1332). Po pokoju w Kaliszu zawartym między Kazimierzem Wielkim i Krzyżakami, Dobrzyń nad Wisłą wrócił pod zwierzchnictwo Polski, jednak władzę na tym terenem sprawowali jeszcze z ramienia króla lokalni książęta piastowscy. W 1343 roku król ustanowił na zamku siedzibę starostwa grodowego. W 1352 r. zmarł książę dobrzyński Włodko Garbaty, w związku z czym Kazimierz Wielki wcielił Dobrzyń do Królestwa Polskiego. W 1370 roku Kazimierz Wielki podarował Dobrzyń Kaźkowi Słupskiemu, księciu szczecińskiemu, po śmierci którego w 1377 roku zarządzała Dobrzyniem wdowa po Kaźku, księżna Małgorzata mazowiecka.   
W 1378 r. z woli króla Ludwika Węgierskiego tutejszy zamek został przekazany w lenno Władysławowi Opolczykowi. Być może wzniesiono na jego terenie murowaną wieżę (jakąś wieżę wzmiankowano na terenie zamku w pierwszej połowie XV w.). Gdy Władysław Opolski bezprawnie zastawił zamek w Bobrownikach zakonowi krzyżackiemu dokonując czynu felonii, spowodowało to reakcję militarną ze strony Jagiełły. Z jego rozkazu w sierpniu 1391 roku Krystyn z Ostrowa zajął m.in. ziemię dobrzyńską z Dobrzyniem i Rypinem, jednak wkrótce wycofał się, gdy pod miasto podeszły silniejsze siły krzyżackie pod dowództwem wielkiego mistrza krzyżackiego. W lipcu 1392 r. Władysław Opolczyk zastawił Krzyżakom za 50 tys. florenów węgierskich swoje prawa do ziemi dobrzyńskiej z zamkiem w Dobrzyniu. Z zachowanych rachunków wynika, że Krzyżacy wzmocnili go przeznaczając na ufortyfikowanie zamku 6 tys. florenów. W 1401 wzmiankowano budowę drewnianego budynku na potrzeby braci zakonnych. W 1405 roku na mocy Pokoju w Raciążku zawartego przez Jagiełłę z Krzyżakami, zamek w Dobrzyniu i ziemia dobrzyńska zostały wykupione z zastawu u Krzyżaków za 50 tys. florenów, na co uchwalono specjalny podatek na ten cel. W dniu 18 sierpnia 1409 roku Zakon Krzyżacki wypowiedział Polsce wojnę, a następnie wojska zakonne pod dowództwem wielkiego marszałka zakonu Friedricha von Wallenrode ostrzelały artylerią zamek w Dobrzyniu, zdobyły go i spaliły. Następnie Krzyżacy wymordowali polską załogę i ścięli wójta dobrzyńskiego, którym był Jan z Płomian Płomieńczyk herbu Prus I.   
Po bitwie pod Grunwaldem zamek został odzyskany przez wojska królewskie. Na początku XV wieku wzmiankowano istnienie na zamku wieży. W 1657 roku zamek i miasto zostały spalone przez wojska szwedzkie. Przypuszczalnie obiektu już później nie odbudowano.
W 1789 roku wzmiankowano, że na miejscu po zamku nie ma żadnej zabudowy.

## Badania archeologiczne
- rok 1969 - prof. Jan Grześkowiak
- rok 1996 - A. Andrzejewski, Arkadiusz Horonziak (Uniwersytet Łódzki) [badania ratownicze wykopaliskowe]
- rok 2022 - dr Jadwiga Lewandowska (Muzeum w Rypinie) [badania georadarowe]